# Guabiraba
Guabiraba är en ort i Brasilien.   Den ligger i kommunen Barra de Guabiraba och delstaten Pernambuco, i den östra delen av landet, 1 600 km nordost om huvudstaden Brasília. Guabiraba ligger 481 meter över havet och antalet invånare är 9 285.
Terrängen runt Guabiraba är platt åt nordväst, men åt sydost är den kuperad. Guabiraba ligger nere i en dal. Närmaste större samhälle är São Joaquim do Monte, 15,2 km väster om Guabiraba.
Omgivningarna runt Guabiraba är en mosaik av jordbruksmark och naturlig växtlighet. Runt Guabiraba är det ganska tätbefolkat, med 96 invånare per kvadratkilometer.